# Сивцево (Локнянский район)
Сивцево — деревня в Локнянском районе Псковской области. Входит в состав сельского поселения «Михайловская волость».
Деревня расположена в 13 км к юго-западу от районного центра Локни и в 4 км к юго-западу от волостного центра Михайлов Погост.

## Население
Численность населения деревни в 2000 году составляла 35 жителей, в 2011 году — 16 жителей.